# دکونژستانت
آنتی هیستامین دکونژستانت (به انگلیسی: Antihistamine Decongestant) دارویی‌ست از ترکیب کلرفنیرامین، فنیل‌افرین و فنیل پروپانول آمین است.
رده درمانی: آنتی‌هیستامین
اشکال دارویی: شربت

## موارد مصرف
این دارو اغلب در درمان علائم سرماخوردگی (به خصوص سرماخوردگی‌های ویروسی بزرگسالان) مانند آبریزش بینی، سرفه و گلودرد استفاده می‌شود. گاه در مشکلات مشابه مانند حساسیت تنفسی، آلرژی و ... نیز به کار می‌رود.

## مکانیسم اثر
کلرفنیرامین با بلوک گیرنده‌های H۱ اثرات هیستامین را مهار می‌کند. اثرات کولینرژیک این دارو نیز به خشک شدن مخاط بینی کمک می‌کند. فنیل‌افرین مقلد سمپاتیک می‌باشد و بر روی گیرنده‌های آلفای آدرنرژیک مجاری تنفسی و عروق اثر کرده و با ایجاد تنگی عروق موجب رفع احتقان‌ می‌شود. فنیل پروپانولامین اثر تحریکی‌ بر روی CNS دارد.

## عوارض جانبی
عوارض شایع آن دل درد خفیف عرق کردن دست و صورت غلیظ شدن ترشحات نایژه و بروز سرفه‌های خشک هستند. احتمال بروز تاری دید، اغتشاش شعور، خواب آلودگی، دفع دشوار یا دردناک ادرار، سرگیجه و خشکی دهان هم وجود دارد.